# Janko Veber
Janko Veber (ur. 30 lipca 1960 w Lublanie) – słoweński polityk i samorządowiec, deputowany, od 2013 do 2014 przewodniczący Zgromadzenia Państwowego.

## Życiorys
W 1988 ukończył studia na Uniwersytecie Lublańskim. Do 1994 pracował w administracji lokalnej i jako dyrektor przedsiębiorstwa. Następnie przez szesnaście lat zajmował stanowisko burmistrza (żupana) gminy Kočevje. W 1996 po raz pierwszy z ramienia postkomunistycznej Zjednoczonej Listy Socjaldemokratów (przemianowanej w 2005 na partię Socjaldemokraci) uzyskał mandat posła do Zgromadzenia Państwowego. Ponownie wybieranych w kolejnych wyborach w 2000, 2004, 2008, 2011 i 2014.
27 lutego 2013 został wybrany na przewodniczącego słoweńskiego parlamentu. Funkcję tę pełnił do 1 sierpnia 2014. W tym samym roku został ministrem obrony w rządzie, na czele którego stanął Miro Cerar. Został odwołany w kwietniu 2016 na żądanie premiera, gdy okazało się, że minister zlecił wojskowym służbom specjalnym dokonanie analizy ewentualnych następstw dla bezpieczeństwa kraju planowanej prywatyzacji przedsiębiorstwa Telekom Slovenia.
W 2018 opuścił Socjaldemokratów, w tym samym roku został przewodniczącym ugrupowania Sloga.